# Ośrodek Sportu i Rekreacji w Zawierciu
Ośrodek Sportu i Rekreacji – jednostka budżetowa zajmująca się krzewieniem kultury fizycznej, sportu i rekreacji w Zawierciu.

## Historia
Pomysł powstania ośrodka zrodził się podczas zebrania Komitetu Powiatowego PZPR w listopadzie 1961 roku. W marcu 1962 roku utworzono Społeczny Komitet Budowy Ośrodka Sportowo-Wypoczynkowego, a jego przewodniczącym został I sekretarz KP, Kazimierz Spałek. W założeniu ośrodek miał powstać w czynie społecznym. Spałek zatem do komitetu dokooptował dyrektorów lokalnych zakładów pracy, którzy zapewnili pracowników i sprzęt.

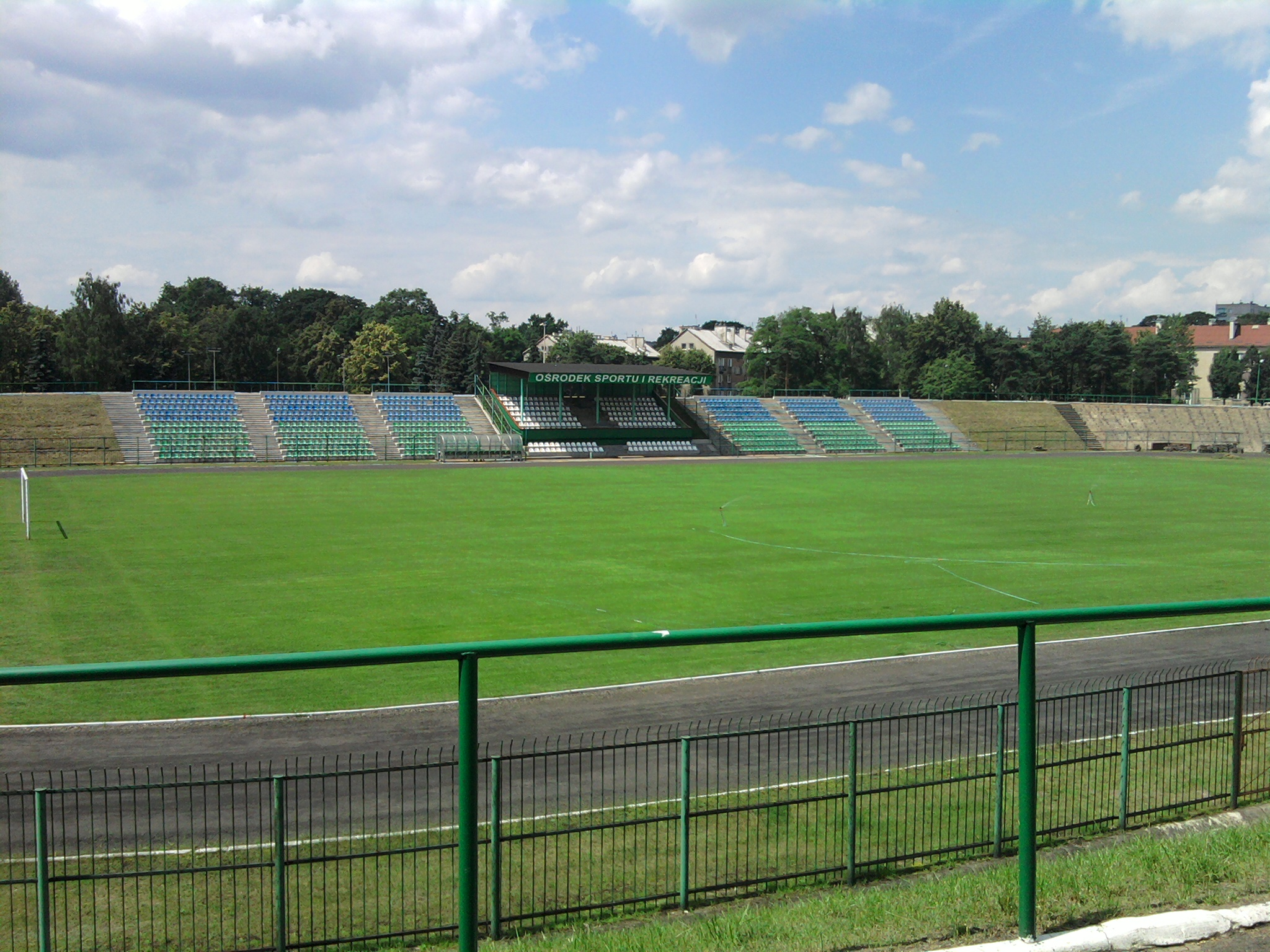
Stadion 1000-lecia Państwa Polskiego

Ośrodek został zaprojektowany przez Zbigniewa Łojewskiego i początkowo obejmował basen i budynek administracyjno-gospodarczy. Wkrótce projekt rozszerzono o stadion na 16 000 miejsc, boiska, korty tenisowe i muszlę koncertową. Kompleks znajdował się między ulicami Nowotki, Okrzei i Sienkiewicza. Przewodniczący komitetu budowy został Henryk Mrugała. Dla pozyskania funduszy sprzedawano cegiełki (łącznie 87 100), sporządzono również makietę zaplanowanych obiektów. Budowę wspierały takie zakłady, jak Zafama, cementownia Wiek i Huta Zawiercie. Przy budowie pomagali m.in. uczniowie, harcerze, skazani na karę ograniczenia wolności i żołnierze.
Pierwszym zbudowanym obiektem był basen, ukończony pod koniec 1963 roku. Oddany do użytku został w 1964 roku. Na część kąpielową ośrodka poza basenem składały się także: brodzik, muszla koncertowa i pawilon z kawiarnią i szatniami. W marcu 1965 roku dotychczasowego kierownika budowy – Jerzego Czernka – zastąpił Ryszard Kubisa. 1 maja 1966 uroczyście oddano do użytku Stadion 1000-lecia Państwa Polskiego, opracowując na tę uroczystość pokazy gimnastyczne 1200 uczennic, do których układ opracowała Anna Otrębska, a muzykę Stanisław Rączka. Następnie, do 1967 roku, prowadzono wykończenie boisk (dwóch do siatkówki, jednego do piłki ręcznej oraz treningowego do piłki nożnej), kortów tenisowych i ogrodzenia, rozpoczęto także budowę hali sportowej zaprojektowanej przez specjalistów Politechniki Śląskiej. Kamień węgielny pod budowę hali wmurował Marian Bartolewski. Halę oddano do użytku 27 kwietnia 1968 roku. 1 maja oddano do użytku Dom Sportu i Turystyki, obejmujący hotel na 40 miejsc. W ramach budowy kompleksu zmodernizowano również park Szymańskiego. Całość kosztowała 34 miliony złotych.
W latach 70. ośrodek był również właścicielem ośrodka wypoczynkowego w Podlesicach oraz hotelu przy zamku w Ogrodzieńcu. OSiR prowadził drużynę TKKF Stadion Zawiercie, która w 1992 roku zdobyła mistrzostwo Polski oldbojów w piłce nożnej.
W 1998 roku opracowano dokumentację i w obecności Jerzego Wysokińskiego wmurowano kamień węgielny pod budowę hali OSiR II przy Szkole Podstawowej nr 6. Właściwa budowa rozpoczęła się w lipcu 1999 roku. Hala została oddana do użytku 1 września 2001 roku i składa się z sali treningów, gabinetów: zabiegowego, lekarskiego i odnowy biologicznej, siłowni, sali zebrań, pomieszczeń techniczno-gospodarczych i zaplecza. W 2004 roku zbudowano skate park, a 1 czerwca 2007 roku oddano do użytku kompleks wielofunkcyjny obejmujący boisko/lodowisko przy ulicy Wierzbowej. 21 marca 2021 roku na terenie OSiR otwarto tężnię solankową.

## Obiekty OSiR
- basen w Blanowicach
- hala OSiR I
- hala OSiR II
- hala OSiR III
- hotel
- kawiarnia

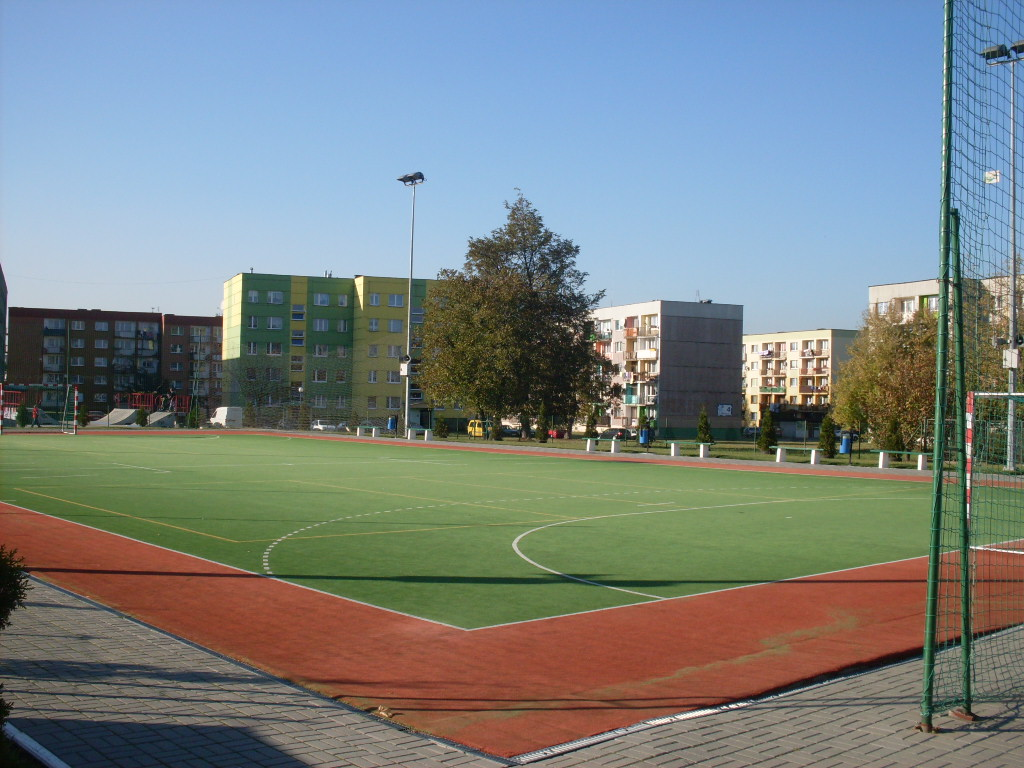
Boisko OSiR przy ul. Wierzbowej

- kompleks rekreacyjno-sportowy przy ul. Wierzbowej
- kompleks rekreacyjno-sportowy u źródeł Warty
- kryta pływalnia ze spa
- park OSiR
- Stadion 1000-lecia Państwa Polskiego
- tężnia solankowa